# Banaur
Banur (en punyabí: বানয়ৌর ) es un municipio de la India situado en el distrito de Patiala, en el estado de Punyab. Según el censo de 2011, tiene una población de 18 775 habitantes.